# Кубок Шотландії з футболу 1911—1912
Кубок Шотландії з футболу 1911–1912 — 39-й розіграш кубкового футбольного турніру у Шотландії. Титул у восьмий раз здобув Селтік.

## Перший раунд
| Команда 1                     | Рахунок | Команда 2                  |
| ----------------------------- | ------- | -------------------------- |
| 20 січня 1912                 |         |                            |
| Іст Стерлінгшир (2)           | 3:0     | Дамбартон (2)              |
| 27 січня 1912                 |         |                            |
| Броксберн Атлетік (-)         | 1:0     | Бейз (-)                   |
| Селтік (1)                    | 6:0     | Данфермлін Атлетік (-)     |
| Клайд (1)                     | 2:0     | Аберкорн (2)               |
| Фолкерк (1)                   | 2:2     | Кінгз Парк (-)             |
| Гарт оф Мідлотіан (1)         | 0:0     | Гіберніан (1)              |
| Кілмарнок (1)                 | 1:0     | Гамільтон Академікал (1)   |
| Літ Атлетік (2)               | 3:0     | Ейр Юнайтед (2)            |
| Грінок Мортон (1)             | 2:0     | Інвернесс Клачнакуддін (-) |
| Партік Тісл (1)               | 2:2     | Данді (1)                  |
| Рейт Роверз (1)               | 0:0     | Ейрдріоніанс (1)           |
| Рейнджерс (1)                 | 3:1     | Стенхаузмур (-)            |
| Сент-Джонстон (-)             | 0:2     | Мотервелл (1)              |
| Сент-Міррен (1)               | 3:3     | Абердин (1)                |
| Терд Ланарк (1)               | 5:0     | Рентон (-)                 |
| 3 лютого 1912                 |         |                            |
| Армадейл (-)                  | 2:1     | Пітерхед (-)               |
| 3 лютого 1912 (перегравання)  |         |                            |
| Кінгз Парк (-)                | 1:6     | Фолкерк (1)                |
| Гіберніан (1)                 | 1:1     | Гарт оф Мідлотіан (1)      |
| Данді (1)                     | 3:0     | Партік Тісл (1)            |
| Ейрдріоніанс (1)              | 3:1     | Рейт Роверз (1)            |
| 10 лютого 1912 (перегравання) |         |                            |
| Абердин (1)                   | 4:0     | Сент-Міррен (1)            |
| Гіберніан (1)                 | 1:1     | Гарт оф Мідлотіан (1)      |
| 14 лютого 1912 (перегравання) |         |                            |
| Гарт оф Мідлотіан (1)         | 3:1     | Гіберніан (1)              |

## Другий раунд
| Команда 1                     | Рахунок | Команда 2           |
| ----------------------------- | ------- | ------------------- |
| 10 лютого 1912                |         |                     |
| Броксберн Атлетік (-)         | 1:6     | Терд Ланарк (1)     |
| Селтік (1)                    | 3:0     | Іст Стерлінгшир (2) |
| Клайд (1)                     | 3:1     | Рейнджерс (1)       |
| Фолкерк (1)                   | 0:0     | Грінок Мортон (1)   |
| Літ Атлетік (2)               | 0:2     | Кілмарнок (1)       |
| Мотервелл (1)                 | 5:1     | Ейрдріоніанс (1)    |
| 17 лютого 1912                |         |                     |
| Армадейл (-)                  | 0:3     | Абердин (1)         |
| 17 лютого 1912 (перегравання) |         |                     |
| Грінок Мортон (1)             | 3:1     | Фолкерк (1)         |
| 24 лютого 1912                |         |                     |
| Гарт оф Мідлотіан (1)         | 2:0     | Данді (1)           |

## Чвертьфінали
| Команда 1                     | Рахунок | Команда 2             |
| ----------------------------- | ------- | --------------------- |
| 24 лютого 1912                |         |                       |
| Абердин (1)                   | 2:2     | Селтік (1)            |
| Кілмарнок (1)                 | 1:6     | Клайд (1)             |
| Терд Ланарк (1)               | 3:1     | Мотервелл (1)         |
| 9 березня 1912                |         |                       |
| Грінок Мортон (1)             | 0:1     | Гарт оф Мідлотіан (1) |
| 9 березня 1912 (перегравання) |         |                       |
| Селтік (1)                    | 2:0     | Абердин (1)           |

## Півфінали
| Команда 1       | Рахунок | Команда 2             |
| --------------- | ------- | --------------------- |
| 9 березня 1912  |         |                       |
| Клайд (1)       | 3:1     | Терд Ланарк (1)       |
| 30 березня 1912 |         |                       |
| Селтік (1)      | 3:0     | Гарт оф Мідлотіан (1) |

## Фінал
| 6 квітня 1912 15:00 (CET) |

| Селтік (1)         | 2:0      | Клайд (1) |
| ------------------ | -------- | --------- |
| Галлахер Макменемі | Протокол |           |

| Айброкс-Парк, Глазго Глядачів: 50 000 Арбітр: Т.Дугарі |